# Northern Commuter
La Northern Commuter è una linea di servizio ferroviario suburbano (in Irlanda definito Commuter) che collega il centro cittadino di Dublino con la periferia settentrionale della capitale.
Il servizio impiega la ferrovia Dublino–Belfast collegando la stazione di Dublino Pearse a quella di Dundalk. Il percorso è condiviso con i servizi DART e della Belfast–Dublino fino a Malahide. Il viadotto del Boyne è a binario semplice.

## Stazioni
La linea serve le seguenti stazioni: Dublino Pearse, Tara Street, Dublino Connolly, Howth Junction, Clongriffin, Portmarnock, Malahide, Donabate, Rush and Lusk, Skerries, Balbriggan, Gormanston, Laytown, Drogheda e Dundalk.
Si è discusso riguardo all'aggiunta della stazione di Dunleer e quella di Dundalk South.

## Materiale rotabile
Su questo percorso sono usati i treni 29000, 2800 Class, entrambi alimentati a gasolio.